# 3,4-Hexandion
3,4-Hexandion (Trivialname Dipropionyl) ist eine chemische Verbindung aus der Gruppe der Alkandione.

## Vorkommen
3,4-Hexandion kommt natürlich in Blumenkohl, Honig und Kaffee vor.

## Gewinnung und Darstellung
3,4-Hexandion kann durch Umlagerung von 3,4-Dihydroxy-1,5-hexadien mit einem Rutheniumkatalysator gewonnen werden. Sie kann auch durch Kondensation von Ethylpropionat in Gegenwart von Natriummetall, gefolgt von der Oxidation des erhaltenen Propionins mit Kupferacetat oder Eisen(III)-chlorid dargestellt werden.

## Eigenschaften
3,4-Hexandion ist eine gelbe Flüssigkeit, die leicht löslich in Wasser ist. Ihre wässrige Lösung reagiert sauer. Die Verbindung hat einen aromatischen, gerösteten, verbrannten, butterigen, nussigen, karamelligen, scharfen Geruch.

## Verwendung
3,4-Hexandion wird als Ersatz für Diacetyl für Butteraromen untersucht. Sie wird auch als Aromastoff eingesetzt.

## Sicherheitshinweise
Die Dämpfe von 3,4-Hexandion können mit Luft ein explosionsfähiges Gemisch (Flammpunkt 27 °C, Zündtemperatur 250 °C) bilden.